# What Do I Have to Do
"What Do I Have to Do" é uma canção da artista musical australiana Kylie Minogue, gravada para seu quarto álbum de estúdio Rhythm of Love (1990). A canção foi escrita e produzida por  Stock, Aitken e Waterman. Originalmente, a canção foi planejada para ser lançada após o single "Better the Devil You Know", mas em vez disso "Step Back in Time" foi lançada e este foi lançada como o terceiro single em 21 de janeiro de 1991. A canção recebeu críticas positivas da maioria críticos de música, que afirmavam que a canção é um clássico pop instantâneo. A música foi descrita como tendo um som "delirante" para ele, refletindo seu emergente interesse na Techno music.

## Antecedentes
Há três remixes promocionais oficiais da canção. A primeira versão inédita é orientada por sintetizadores e tem multicamadas vocais. Grande parte dos sintetizadores foram omitidos e a bateria, baixo e vocais foram em tom para a segunda versão do álbum. A terceira versão, o 7 "Mix, contém uma faixa de bateria mais recente, vocais de várias camadas no coro e baseia-se muito menos sobre os sintetizadores sobre a versão do álbum. Esta versão da canção também contém algumas amostras, incluindo o ato de stand-up do comediante americano Sam Kinison.
Originalmente, "What Do I Have to Do" foi planejada para ser lançado como segundo single, após "Better the Devil You Know", mas mais tarde foi lançado como o terceiro single do álbum em vez disso, e a faixa foi especialmente remixada para lançamento do single. O livro biográfico Girl Next Door (1999) apresenta esta faixa como a favorita de Kylie em performances ao vivo. 
A capa do single foi fotografada por Robert Erdmann.

## Recepção da crítica
"What Do I Have to Do" recebeu críticas positivas de variados críticos de música. Ao avaliar o álbum Rhythm of Love, Chris True do Allmusic colocou a música como um destaque do álbum. Ao avaliar Ultimate Kylie, Mark Edwards da Stylus Magazine deu uma observação positiva, dizendo junto com "Shocked", "Give Me Just a Little More Time"; "foram grandes canções e de repente Kylie ficou um pouco cool." Jason Shawahn do About.com disse, juntamente com "Better The Devil You Know", e "Wouldn't Change a Thing"; "não são nada se não obras-primas do pop". Ele também classificou a canção como um "pop clássico". NME elegeu a faixa como a 30º melhor de 1991.

## Vídeo musical
O vídeo musical para a canção foi dirigido por Dave Hogan. Em relação a este vídeo, Minogue é citada falando "quantas estrelas de Hollywood você pode olhar como em três minutos e meio...". Sua irmã mais nova Dannii Minogue também aparece no vídeo.

### Enredo
O vídeo da música começa com clipes da cena de dança intercaladas com Minogue emergindo de uma piscina e de seu interesse amoroso com outro homem. Minogue, em seguida, vai para a varanda com vista para um parque de diversões e o homem segue. O vídeo, em seguida, desloca-se para o homem assistindo Minogue dançar com uma amiga em um clube. A próxima cena é Minogue acordando na cama de seu amante, enquanto se prepara para deixar o quarto. Depois disso, Minogue canta na cama e é intercalada com cenas de sua performance na frente de um pano de fundo branco. O vídeo volta para ela e seu amigo se divertindo no clube com o homem olhando para ela novamente. Mais tarde, ela se senta no banco com vista para a cena e levanta um olhar para um sósia de seu amante ao lado dela. Depois disso, ela se levanta para dançar como o homem observando. Finalmente, ela recebe uma tatuagem em suas costas e mostra para seu amante. O vídeo termina com todas as cenas de performance de Minogue entrecortada com ela fazendo serviços domésticos com trajes de empregada francesa e em um encontro com seu amante. A cena final é de Minogue e seu amante que caminham através de uma ponte.

## Desempenho nas tabelas musicais
"What Do I Have to Do" estreou no número vinte e sete no Australian Singles Chart, até subir e atingir um pico de número onze, ficando lá por duas semanas consecutivas. A música, em seguida, estreou no número noventa e nove no Dutch Top 40, até chegar ao número oitenta e um por uma semana. A música, em seguida, estreou na 50ª posição na French Singles Chart.
| Tabela musical (1991)                          | Melhor posição |
| ---------------------------------------------- | -------------- |
| Austrália (ARIA)                               | 11             |
| Finlândia (Suomen virallinen lista)            | 10             |
| França (SNEP)                                  | 50             |
| O campo songid é OBRIGATÓRIO PARA PARADA ALEMÃ | 48             |
| Irlanda (IRMA)                                 | 7              |
| Países Baixos (Single Top 100)                 | 81             |
| Reino Unido (UK Singles Chart)                 | 6              |

| Parada (1991)            | Posição |
| ------------------------ | ------- |
| Australian Singles Chart | 90      |